# .geo
.geo este un domeniu de internet de nivel superior, pentru situri legate de geografie (GTLD).